# 正南方
《正南方》（英語：Due South）是一部讲述加拿大皇家骑警（Royal Canadian Mounted Police）本顿·弗雷泽（Benton Fraser）因故从育空地区（Yukon）调到美国芝加哥（Chicago）之后与当地警局侦探雷·维奇奥（Ray Vecchio）之间“合作”所发生故事的加拿大电视连续剧。

## 历史
1994年，加拿大通信联盟公司（Alliance Communications）拍了一部关于皇家骑警的电视电影，试播（the Pilot）后的收视率超出预期，公司遂决定将其转拍成电视剧。同年，在加拿大最大的私营电视网CTV播出，当年秋天在美国CBS播出，成为第一部在美国的主流电视网的黄金时段上播放加拿大电视剧。
CBS在第一季结束后取消播新一季的计划。但因为该剧在加拿大及英国的成功，制片商决定投资第二季18集，1995年－1996年，该剧的第二季得以在美国播出，CBS曾要求额外提供5集，但只播出了4集。1996年，CBS再次拒绝此剧。
中断一年后，国际资金的注入（主要是BBC、德国Pro Sieben AG、法国TF1），CTV带来了第三季、第四季，使该片一直延续至1999年。美国将三四季合并为一季分26集播出。
尽管，《正南方》严格讲并没有在美国造成轰动效应，但在加拿大，它却是迄今收视率最高的电视剧。在英国BBC2、ITV3播出时也拥有极高人气。
在中国，中央电视台曾在其第八套电视剧频道《佳艺剧场》播出该剧精选。

## 剧情介绍
同样身为加拿大皇家骑警的弗雷泽的父亲因反对在有珍稀动物的地区修建水坝，得罪既得利益者，惨遭杀害。弗雷泽决心为父报仇，一路追凶来到芝加哥，一番较量之后，解决了杀父仇人，由于他揭发了皇家骑警内部的腐败分子，树敌甚多也暂时不能回加拿大了。
他决定在芝加哥小住并在当地的加拿大领事馆找到了工作。在市中心一所破败的即将拆迁的公寓里，弗雷泽和迪芬贝克安了家。此地在加拿大正南方480公里。
在报杀父之仇过程中帮了大忙的当地警探雷成了弗雷泽的朋友和搭档，雷有一辆限量版雷鸟车，这成为他们出行和办案的代步工具。雷在警局里是个人来疯，上司看死了他，认为他办案不力。有两个同事是他的死对头，总同他过不去。
弗雷泽是一位冷静、保守、博学、遵守法律规章、极具洞察力的人。他是典型的有教养的礼貌绅士，他的口头禅是：thank you kindly（衷心感谢），当有麻烦时总是一句oh dear（天呐），当接到指令或明白对方意图时总会说understood（明白）。他有一只忠诚聪明、虽失聪但能读唇语的狼迪芬贝克（Diefenbaker）常伴左右。
而雷则是一个唠唠叨叨、凡事有些不耐烦的、随时会越规的，但豪爽奔放的人。
虽然雷经常因为弗雷泽解决问题的独特的奇怪方式而郁闷，而弗雷泽也常常为了怎么用南方人的方式解决问题而困惑，但是一起经历了很多事情之后，两人之间产生了难以置信的默契。二者是完美的组合，他们一起侦破了一件件案子。
弗雷泽的父亲虽死了，但在剧中经常神奇出现，与儿子对话，当然这是弗雷泽的想象。
雷的姐姐弗兰西斯卡特别暗恋弗雷泽，常常找借口套近乎。而驻芝加哥的加拿大女领事也对弗雷泽有好感，只是不愿挑明，但最后，二者还是走到了一起。
第三季的开始，雷作为拉斯维加斯犯罪集团的卧底远离弗雷泽，而取代他的是芝加哥的另位侦探斯坦利（Stanley Kowalski）。

## 演员介绍
- 保罗·格罗斯(Paul Gross) 饰本顿·弗雷泽（Benton Fraser）保罗的父亲是一个加拿大军队的坦克指挥官。所以保罗在小时候经常搬来搬去，很少在一个地方待着超过两年的。在加拿大他居住过安大略和新不伦瑞克。

出了加拿大，他住过美国、英国和德国。在英国的时候进过Camberley和Surrey的Cheswyks预科学校。两年后他离开那里，带着一口地道的英国口音。关于他在英国的日子，他说："我一直认为我是在英国长大的"。
在1969年－1970年左右他的父亲和骑兵一起驻扎在Gagetown，而他居住在新不伦瑞克。在他十几岁的时候他搬到了华盛顿，在那里，他的戏剧老师让他有灵感成为一名演员，那段时间保罗也开始了学习世界主要宗教学。他在多伦多和安大略的Earl Haig Secondary学校完成了他的高中时期。他的整个16岁的夏天都在Stratford的节日票房里做为一名勤杂工。也是在那里，他听说了艾尔伯塔大学的表演课程。于是到埃德蒙顿的艾大学习表演，并在学习的第三年1980年离开了那里，选择了表演和编剧做为他的事业。后来他为了得到表演学位又回去完成了他的学业。他也演出过舞台剧，还是个很有才的歌手。他担任了《正南方》里面很多歌的演唱，并和David Keeley和出了一张名为《Two Houses》的专辑。他有两个小孩分别是Jack和Hannah。他和Martha Burns在1988年结婚。他的全家和他们的黄金猎犬Chester一起定居在多伦多。
保罗最近一部影视作品是由其导演并主演的《帕森达勒》（Passchendaele）。
- 戴维·马西亚诺（David Marciano）饰雷·维奇奥（Ray Vecchio）戴维出生于新泽西。他声称自己小时候的生活充斥着暴力和毒品。他17岁加入了一个很坏的流氓组织。他的选择很简单：要么改邪归正，要么或不到40岁。他选择了改邪归正，而现在他说他早期的经历对他研究自己的角色有很大的帮助。后来，他进过波士顿的东北大学学习生物医学工程，他很快明白自己不适合理科，1983年他进了一家调酒师学校做调酒师。1984年他在Berkeley的广播剧录音室获得了一个职位，1985年被调职到洛杉矶。他做过一些商业片。

奇怪的是，戴维在最终同意《正南方》中扮演的Ray Vecchio之前拒绝了三次邀请，他说“它只是不能打动我”。在第一季中，Ray这个人物得时不时的在弗雷泽和Diefenbaker之间做些无聊的小动作。然而他的搞怪让他连续两次获得Gemini奖的提名！他经过长期艰难的思想斗争，最后在制作方同意让两个主角的戏份相同的条件下他回到了第二季的演出中。很多这部戏的观众都认为少了Ray的讽刺挖苦这部戏中的弗雷泽时常令人气愤的善良就无法得到平衡。
戴维实质上是个很浪漫的人，他在1991年的情人节向他后来的妻子女演员Katayoun Amini求婚，他最喜欢的电影是《西雅图未眠夜》（1993年），因为一些事是命中注定的。由于《正南方》要在多伦多上映所以剧组决定搬去多伦多重新部署该片的发行工作。他很幸福的和妻子还有18个月的女儿一起移居加拿大。他的拖车里面到处贴着他和家人的照片，而且他每天都不等片子拍摄结束就冲回家了。
- 迪芬贝克（Diefenbaker）

Diefenbaker之名取自加拿大前总理约翰·乔治·迪芬贝克(John George Diefenbaker) ，约翰本人也曾养过3只狗。
剧中序幕里主要是一只叫Newman的混血狗，另外两只叫Frankie和Max的Samoyed-wolf mix（萨摩犬和狼的混血）。
第一季、第二季是一只叫Lincoln的纯种西伯利亚哈士奇。
第三季、第四季是一只叫Draco的纯种西伯利亚哈士奇。

## 外部連結
- 互联网电影数据库（IMDb）上《Due South (pilot movie)》的资料（英文）
- 互联网电影数据库（IMDb）上《Due South (1994-1996)》的资料（英文）
- 互联网电影数据库（IMDb）上《Due South (1997-1999)》的资料（英文）
- William & Elyse's due South Page
- A due South retrospective at PaulGross.org （页面存档备份，存于）
- BBC website （页面存档备份，存于），which lists due South as a cult television show
- Exwood the Due South fanfiction archive
- The Music of Due South
- Czech unofficial Due South site (Czech/English) （页面存档备份，存于）
- Due South - The Blue Line Pictures （页面存档备份，存于）